# Hans-Dietrich Genscher
Hans-Dietrich Genscher (Reideburg, danas Halle (Saale), 21. ožujka 1927. – Pech (Wachtberg), 31. ožujka 2016.) bio je njemački političar. Bio je i arhitekt njemačkog ujedinjenja.

## Životopis
Nakon završene škole služio u pomoćnim jedinicama u protuzračnoj obrani kao Luftwaffenhelfer. Nešto prije pada Berlina zarobljen je te je interniran kao ratni zarobljenik kod američkih, a kasnije i britanskih vojnih snaga. Nakon puštanja iz zarobljeništva ovaj (tada istočni) Nijemac, u Halleu i Leipzigu studirao je pravo i ekonomiju.
1952. biježi kao i brojni sugrađani komunističkog DDRa Zapadnu Njemačku. Ondje kao liberal počinje političku karijeru.
Od 1969. do 1974. bio je ministar unutarnjih poslova, a od 1974. do 1992. skoro neprekidno ministar vanjskih poslova, te vicekancelar Njemačke. 
Od 1974. do 1985. bio je i predsjednik FDP-a.
Naslove novina obilježio je 1989. govorom s balkona ispred ambasade Zapadne Njemačke u Pragu kada je obavijestio istočne Nijemce da će moći slobodno prijeći u zapadni svijet. "Dragi Nijemci, došli smo vam reći da je danas..." – rečenica je prekinuta velikim ushićenjem tisuće građana Istočne Njemačke koji su shvatili da im je odlazak odobren u slobodni svijet.
Zalagao se za međunarodno priznanje Republike Hrvatske i Slovenije. Genscher je od određenih (osobito Britanskih i Francuskih) krugova kritiziran zbog navodnog ranog priznanja republika Slovenije i Hrvatske u prosincu 1991- kada je Jugoslavenska narodna armija otvorenom agresijom razorila primjerice gradove Vukovar, i Dubrovnik.
Priznanja su bila usaglašena s Austrijom i ostalim državama Europske unije. Genscher je od nekih tih krugova čak i optuživan da je navodno odgovoran za raspad Jugoslavije i sve užase rata. 
Genscher je 2011. godine, u razgovoru za FAZ, na pitanje zašto se poglavito u literaturi na engleskom govornom području ustalila teza o "preuranjenom priznanju" Hrvatske i Slovenije, izjavio kako je riječ o pokušajima nekih čimbenika da "naknadno prevladaju vlastite zablude". Kad je u lipnju 1991. na poziv tadašnjeg jugoslavenskog ministra vanjskih poslova Budimira Lončara posjetio Beograd, Genscheru je, kako kaže, za vrijeme susreta s Miloševićem postalo "potpuno jasno da taj čovjek želi veliku Srbiju".
Posljednji put Genscher je posjetio Zagreb 2007. godine na petnaestu godišnjicu međunarodnog priznanja Hrvatske, a njegova posljednja vanjskopolitička aktivnost bili su pregovori s Kremljom o oslobađanju oporbenog ruskog čelnika Mihaila Hodorkovskog 2013. godine.
Njegovi žuti puloveri bili su toliko popularni da su se u doba međunarodnog priznanja Hrvatske u Zagrebu (a bit će i ne samo u Zagrebu) prodavali uz prigodnu reklamu „stigli genšeri“.

## Priznanja
Genscheru je u Hrvatskoj podignuto nekoliko spomenika, a njegovo i ime tadašnjeg kancelara Njemačke Helmuta Kohla nose i ulice u nekoliko hrvatskih gradova. U Braču ima spomenik, a predsjednik Franjo Tuđman uručio mu je 1997. godine visoko državno odličje, Red kneza Trpimira s ogrlicom i Danicom.
Počasni je građanin njegovog rodnog grada, nosilac Velikog križa francuske legije časti, počasni doktor znanosti Sveučlišta u Leipzigu kao i nositelj brojnih drugih priznanja.
Tijekom parlamentarnih izbora u Hrvatskoj 1992. je tada glavna opozicijska stranka HSLS nastojala iskoristiti njegovu popularnost na plakatima na kojima je pisalo "I Genscher je liberal".

## Odlikovanja
Hrvatska
- 1996. - Red kneza Trpimira s ogrlicom i Danicom[8]

Međunarodna
- 1979. - Cavaliere di Gran Croce (Vitez Velikog križa vojnog reda Italije)

## Vanjske poveznice
- Stranica Hans-Dietricha Genschera
- Životopis